# Royal Corgi
Pour plus de détails, voir Fiche technique et Distribution.
Royal Corgi est un film d'animation belge réalisé par Ben Stassen et Vincent Kesteloot, sorti en 2019.

## Synopsis
Rex, le chien Corgi préféré de la reine Élisabeth II, voit sa vie paradisiaque bouleversée après avoir mordu par inadvertance le président des États-Unis, Donald Trump, en essayant d'échapper à la chienne de ce dernier, Mitzy, puis s'être enfui de honte. Il est finalement considéré comme mort après un accident survenu dans un lac. Enfermé dans un chenil, Rex comprend que c'est Charlie, un autre des chiens de la reine qui, convoitant sa place, a tout manigancé. Aidé par ses nouveaux amis, Jack, Bernard, Chef, Al et Wanda, Rex va ainsi tout faire pour s'évader, récupérer sa place au palais ainsi que le cœur de sa royale maîtresse.

## Fiche technique
- Titre original : The Queen's Corgi
- Réalisation : Ben Stassen et Vincent Kesteloot
- Scénario : Rob Sparckling et John R. Smith
- Décors : Charlotte Boisson
- Animation : Dirk de Loose
- Costumes :
- Photographie :
- Montage : Vincent Kesteloot
- Musique : Ramin Djawadi
- Producteur : Ben Stassen
  - Coproducteur : Fabrice Delville et Christophe Toulemonde
  - Producteur délégué : Cooper Waterman et Gladys Brookfield-Hampson
  - Producteur exécutif : Vincent Philbert
- Production : nWave Pictures
- Distribution : Apollo Films, Belga Films
- Pays d'origine :  Belgique
- Genre : Animation
- Durée : 92 minutes
- Dates de sortie :
  - France :
    - 16 janvier 2019 (L'Alpe-d'Huez)
    - 10 avril 2019 (en salles)

  - Belgique : 3 avril 2019

## Distribution

### Voix originales
- Leo Barakat : Rex
- Rusty Shackleford : Jack
- Jo Wyatt : Wanda
- Mari Devon : la reine Élisabeth II
- Joey Camen (en) : Tyson / Sanjay / Chihuahua / Al Station
- Paul Gregory : le duc d'Édimbourg
- Dino Andrade : Charlie / Polux
- Kirk Thornton : Donald Trump
- Millie Mup : Melania Trump
- Danny Katiana : Chef
- Lin Gallagher : Patmore
- Madison Brown : Mitzy

### Voix britanniques
- Jack Whitehall : Rex
- Iain McKee : Jack
- Sheridan Smith : Wanda
- Julie Walters : la reine Élisabeth II
- Ray Winstone : Tyson
- Tom Courtenay : le duc d'Édimbourg
- Matt Lucas : Charlie
- Jon Culshaw : Donald Trump
- Debra Stephenson : Melania Trump
- Colin McFarlane : Chef
- Nina Wadia : Patmore
- Sarah Hadland : Mitzy

### Voix françaises
- Guillaume Gallienne : Rex
- Franck Gastambide : Jack
- Shy'm : Wanda
- Brigitte Virtudes : la reine Élisabeth II
- Jérémie Covillault : Tyson
- Michel Elias : le duc d'Édimbourg
- Christian Gonon : Charlie
- Lionel Tua : Donald Trump
- Alexia Lunel : Melania Trump
- Xavier Fagnon : Sanjay
- Barbara Tissier : Mitzy
- Paul Borne : Chef
- Philippe Catoire : Nelson
- Gabriel Bismuth-Bienaimé : Ginger

## Accueil
Le film reçoit d'assez bons retours, avec une note moyenne de 3,3⁄5 pour 15 titres de presse sur AlloCiné.
Télérama dit que le film est une « belle surprise », ce qui n'est pas le cas de Première  : « on peut regretter la trame scénaristique ». La rédaction du Parisien attribue au film la note de 4⁄5.